# Кавендиш-Бентинк, Виктор, 9-й герцог Портленд
Виктор Фредерик Уильям Кавендиш-Бентинк (англ. Victor Frederick William Cavendish-Bentinck; 18 июня 1897, Лондон, Великобритания — 30 июля 1990, там же) — британский аристократ, 9-й герцог Портленд, 9-й маркиз Тичфилд, 10-й виконт Вудсток, 5-й барон Болсовер и 10-й барон Сайренсестер с 1980 года. Унаследовал герцогский титул от старшего брата Фердинанда. До этого был дипломатом, работал в Варшаве, Париже, Гааге, Афинах, Сантьяго, в 1945—1946 годах занимал должность британского посланника в Польше.
Кавендиш-Бентинк был женат дважды — на Клотильде Квигли (дочери Джеймса Квигли) и на Кэтрин Барри, дочери Артура Барри. В первом браке родились Джеймс Уильям (1925—1966) и Мэри (1929—2010), жена Александра Георгиадеса и Стивена Гробарда. Во втором браке родилась дочь Барбара. Джеймс Уильям был трижды женат, но детей не оставил, так что со смертью его отца угасла основная ветвь Каведиш-Бентинков.